# The Dead Line (film 1920)
The Dead Line è un film muto del 1920 diretto da Dell Henderson.

## Trama

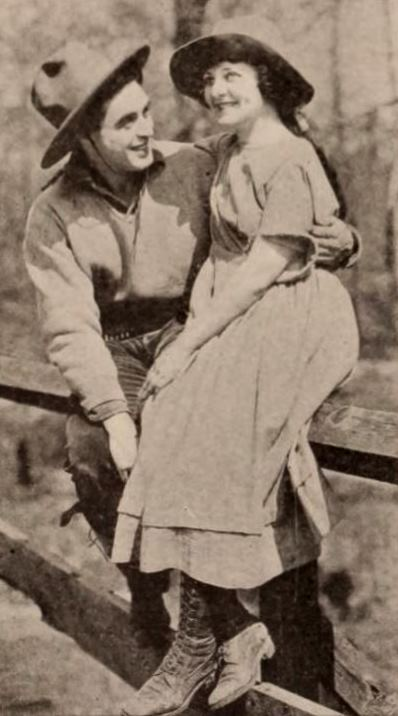
George Walsh e Irene Boyle

Mollie Powell e Clay Boone devono tenere segreto il loro amore perché le loro famiglie, da anni, sono in guerra a causa di una faida. Quando uno dei giovani Boone resta ucciso durante uno scontro con l'altro clan, Clay giura di non toccare più un'arma, provocando il disprezzo dei suoi, che lo reputano un vigliacco. Quando però Julia Weston, la figlia di uno dei contrabbandieri, viene aggredita da Buck Gomery, Clay la difende. Gli Harlan vengono arrestati e finalmente Clay e Mollie possono vivere in pace la loro vita.

## Produzione
Il film fu prodotto dalla Fox Film Corporation.

## Distribuzione
Il copyright del film, richiesto da William Fox, fu registrato il 9 maggio 1920 con il numero LP15111; distribuito dalla Fox Film Corporation, il film uscì nelle sale cinematografiche statunitensi lo stesso giorno.